# Christian Ludwig Buschmann
Christian Friedrich Ludwig Buschmann (Friedrichroda, 17 de junho de 1805 – Hamburgo, 1 de outubro de 1864) foi um criador de instrumentos musicais da Alemanha, foi considerado como o inventor da gaita e algumas vezes o inventor do acordeão.

## Biografia
Em 1821, um relojoeiro alemão chamado Christian Ludwig Buschmann inventou um instrumento semelhante à gaita atual com 15 palhetas e 10 cm de comprimento, mas esse instrumento foi encarado como um brinquedo e não foi considerado adequado para a execução musical.
Em 1857, um outro relojoeiro alemão, Matthias Hohner, fundou uma companhia e começou a fabricar as chamadas harpas de boca ou órgãos de boca com 10 furos.
O instrumento passou a vender muito bem na Alemanha, França, Itália e nos Estados Unidos.